# Галс

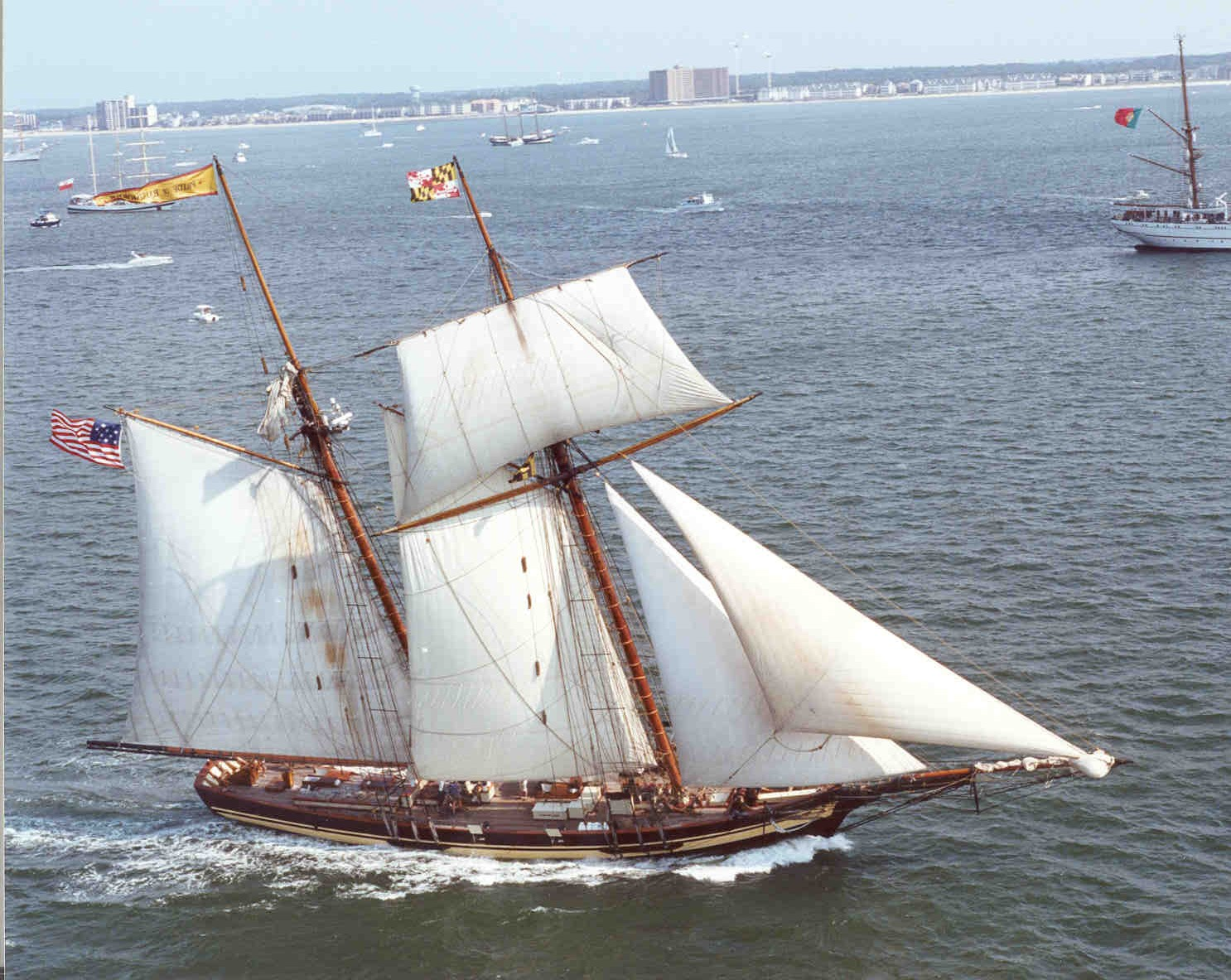
Судно йде лівим галсом.

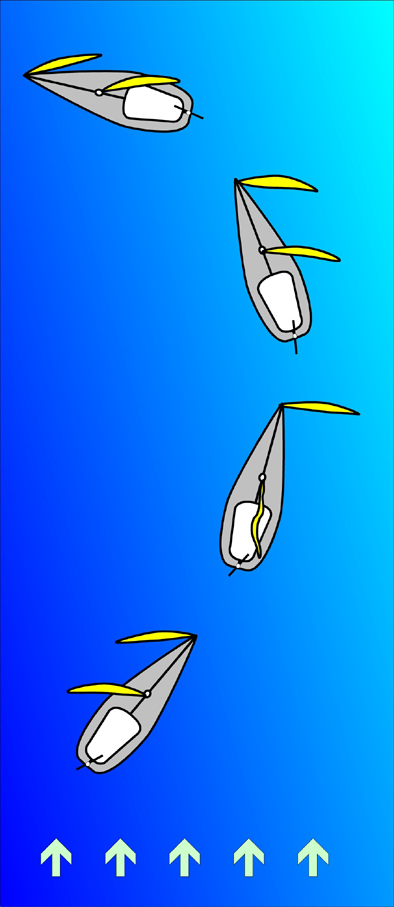
Зміна галса з правого на лівий поворотом через фордевінд.

Галс — морський термін, курс вітрильного судна відносно до вітру (якщо вітер дме в правий борт — правий галс, у лівий — лівий галс). Також так називають відрізок шляху, пройдений судном таким курсом, за якого вітер дме у його вітрила постійно з одного борту.
Якщо кілька суден йдуть або правим або лівим галсом, то про них кажуть, що вони «лежать на одному галсі» («йдуть одним галсом»). Якщо судна йдуть назустріч різними галсами — що вони «йдуть контргалсами». Пройти якусь відстань одним галсом називається «зробити галс», змінити галс з одного на інший — «лягти на інший галс».
Зміна галса з одного на інший називається поворотом і може виконуватися двома способами: носом проти вітру (оверштаг) та кормою проти вітру (поворот через фордевінд).
Окрім того, галсом називається снасть, що утримує на належному місці нижній навітряний кут вітрила.